# Риверсајд (Вајоминг)
Риверсајд (енгл. Riverside) град је у америчкој савезној држави Вајоминг.

## Демографија
По попису из 2010. године број становника је 52, што је 7 (-11,9%) становника мање него 2000. године.
| Група             | 2000.       | 2010.      |
| Белци             | 59 (100,0%) | 50 (96,2%) |
| Афроамериканци    | 0 (0,0%)    | 0 (0,0%)   |
| Азијати           | 0 (0,0%)    | 0 (0,0%)   |
| Хиспаноамериканци | 0 (0,0%)    | 1 (1,9%)   |
| Укупно            | 59          | 52         |